# Hexatoma rubrescens
Hexatoma rubrescens är en tvåvingeart som först beskrevs av Walker 1856.  Hexatoma rubrescens ingår i släktet Hexatoma och familjen småharkrankar. Inga underarter finns listade i Catalogue of Life.